# 比爾-本肯

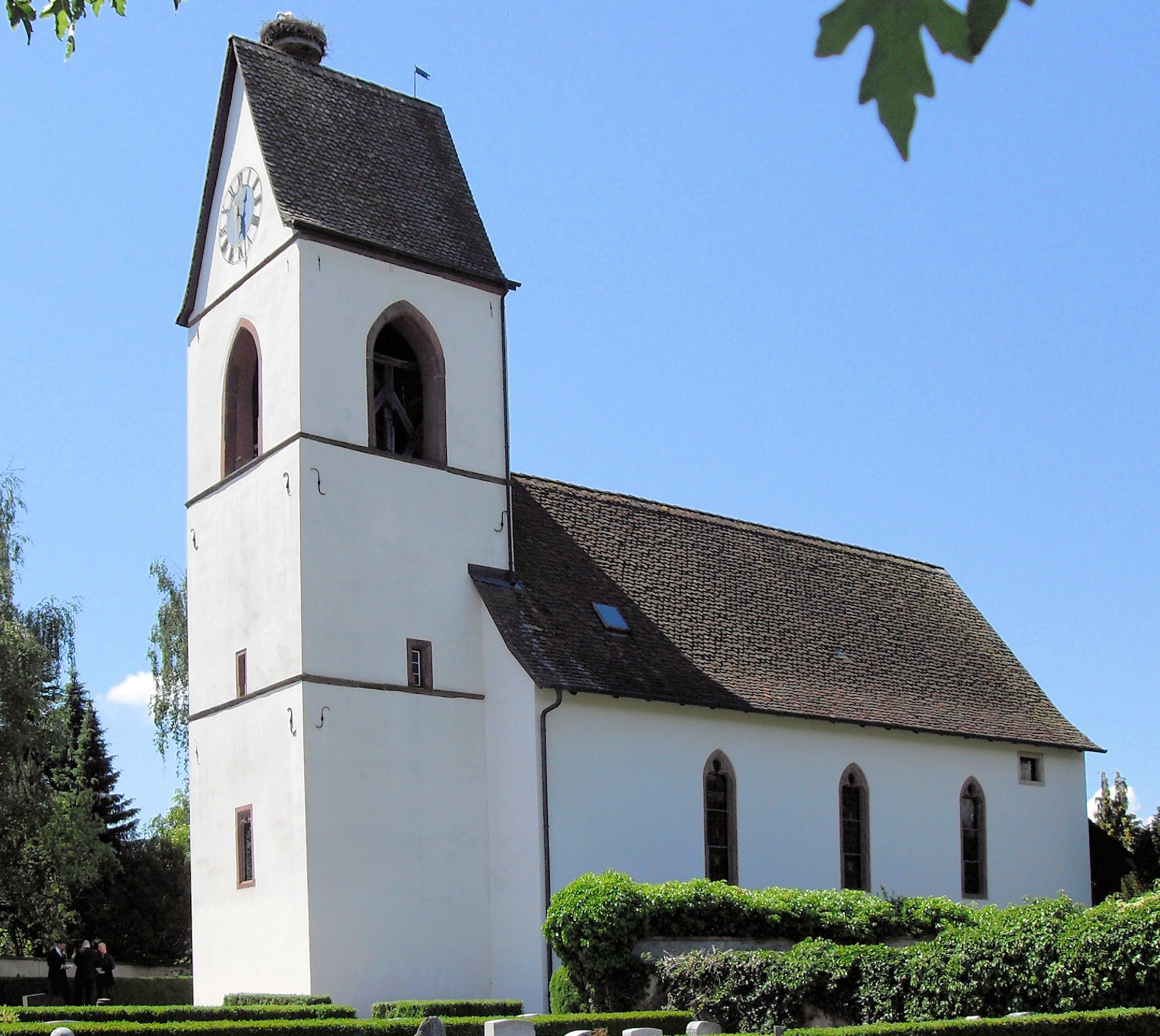

比爾-本肯是瑞士的城鎮，位於該國北部，由巴塞爾鄉村州負責管轄，面積4.12平方公里，海拔高度317米，2012年人口3,204，一半人口信奉基督教，人口密度每平方公里778人。

## 外部連結
- Official website （页面存档备份，存于） （德文）
- Successful soccer team of Biel-Benken （页面存档备份，存于）